# Vargaslätten

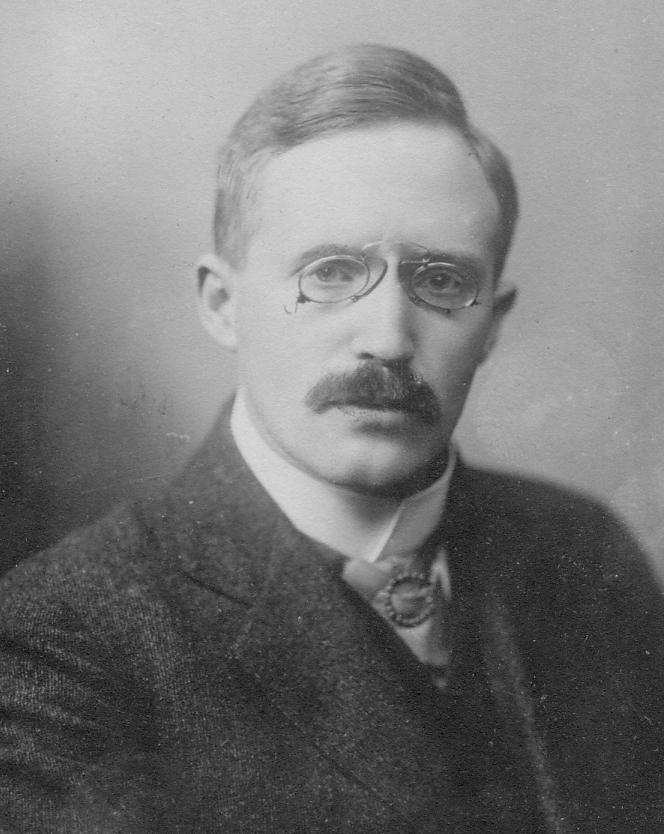
Sigfrid Ericson, som anlade Vargaslätten

Vargaslätten är en privatägd trädgård som anlades 1917 av arkitekten Sigfrid Ericson (1879-1958) och hans hustru Ruth, född Josefson (1885-1953) och som ligger i Simlångsdalen i Halland.

## Ägare
Vargaslätten innehades och utvecklades av Sigfrid Ericson och hans hustru Ruth från 1917 fram till 1953. 1954 övertogs fastigheten av Gunnar O. Westerberg (1920–2001), som med trädgårdsmästaren Nils-Olof Nilsson bevarade och utvecklade stället vidare. 1995 omvandlades anläggning till Vargaslätten AB som ägdes av stiftelsen The Nature Trust, där Gunnar O. Westerbergs son Göran Westerberg var verkställande direktör. Släkten Westerberg sålde 2013 Vargaslätten till entreprenören Göran Johansson. Göran Johansson har aktivt fortsatt att renovera, utveckla och expandera anläggningarna.

## Beskrivning
Vargaslätten (18 ha) är lika stor som två andra samtida trädgårdar i sydvästra Sverige, Sofiero (15 ha) vid Helsingborg och Norrvikens trädgårdar (14 ha) vid Båstad. Men medan dessa båda trädgårdar numera är offentliga, utbyggda och anpassade för många besökare, är Vargaslätten fortfarande privat och inte öppen för allmänheten.
Byggnaden inom trädgårdsanläggningen anlades 1917–1918 i nationalromantisk stil. Flera byggnader har tillkommit dels under 1980-talet (servicebyggnader), dels under 2010-talet (musei- och mötesbyggnad).
Från huvudbyggnaden växte under många år den stora trädgårdsanläggningen ut, där enligt Sigfrid Ericsons egna ord "naturen själv var arkitekt och byggmästare". Trädgården är baserad på halländsk skogsmiljö och med varsamma medel gjordes storskogen till kulturmark, dammar grävdes och bäckar leddes i nya fåror, murar skilde vildäng från odling och bruten sten lades samman till blomsterpartier. Genom inplantering har trädgården givits ett mycket variationsrikt växtbestånd utsökt anpassat efter den givna miljön. Speciellt är beståndet av olika rhododendronarter idag ett av de mest omfattande i Sverige.

## Bilder

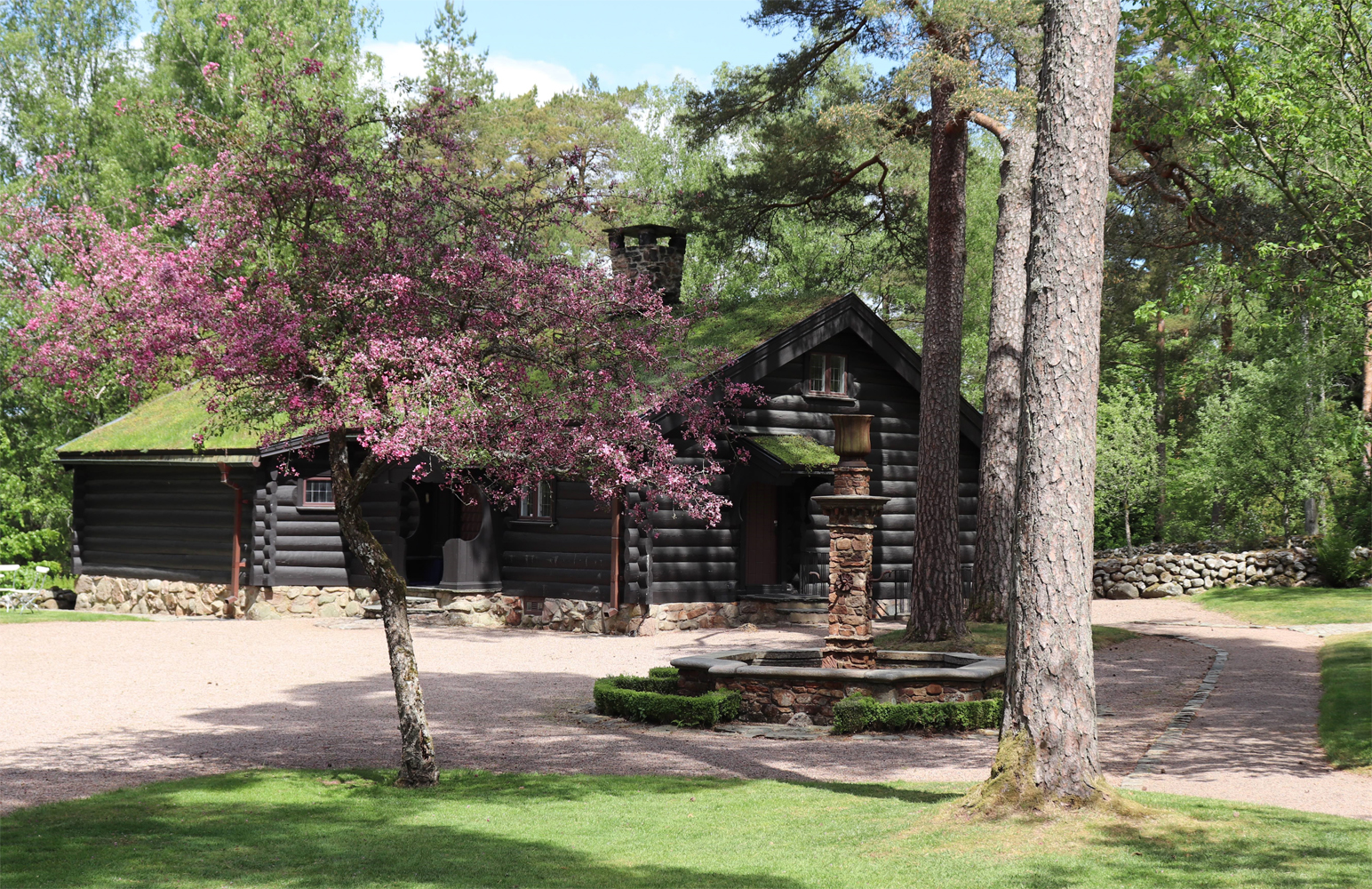
Vargaslättens huvudbyggnad från 1918
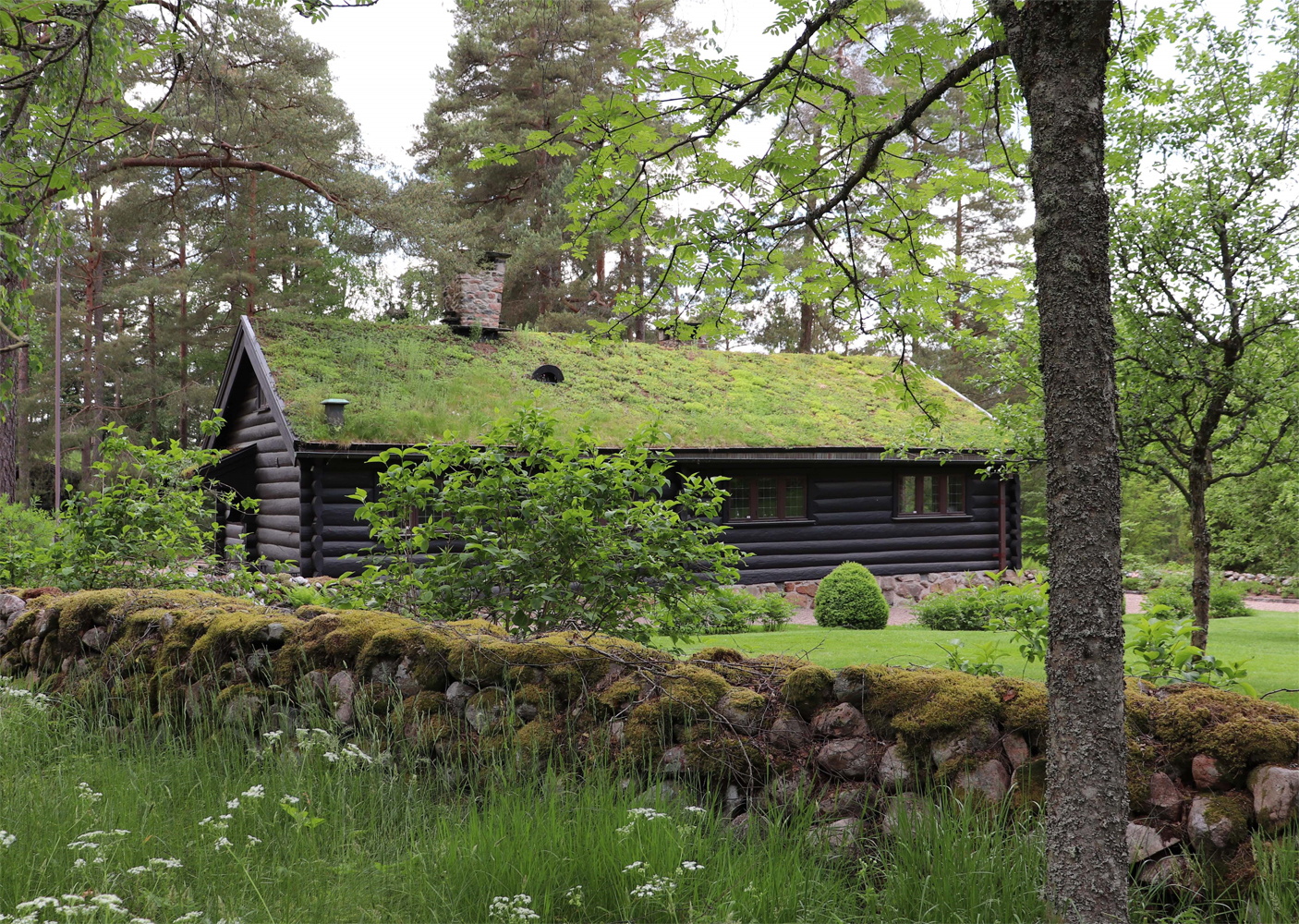
Huvudbyggnaden sedd från nordväst
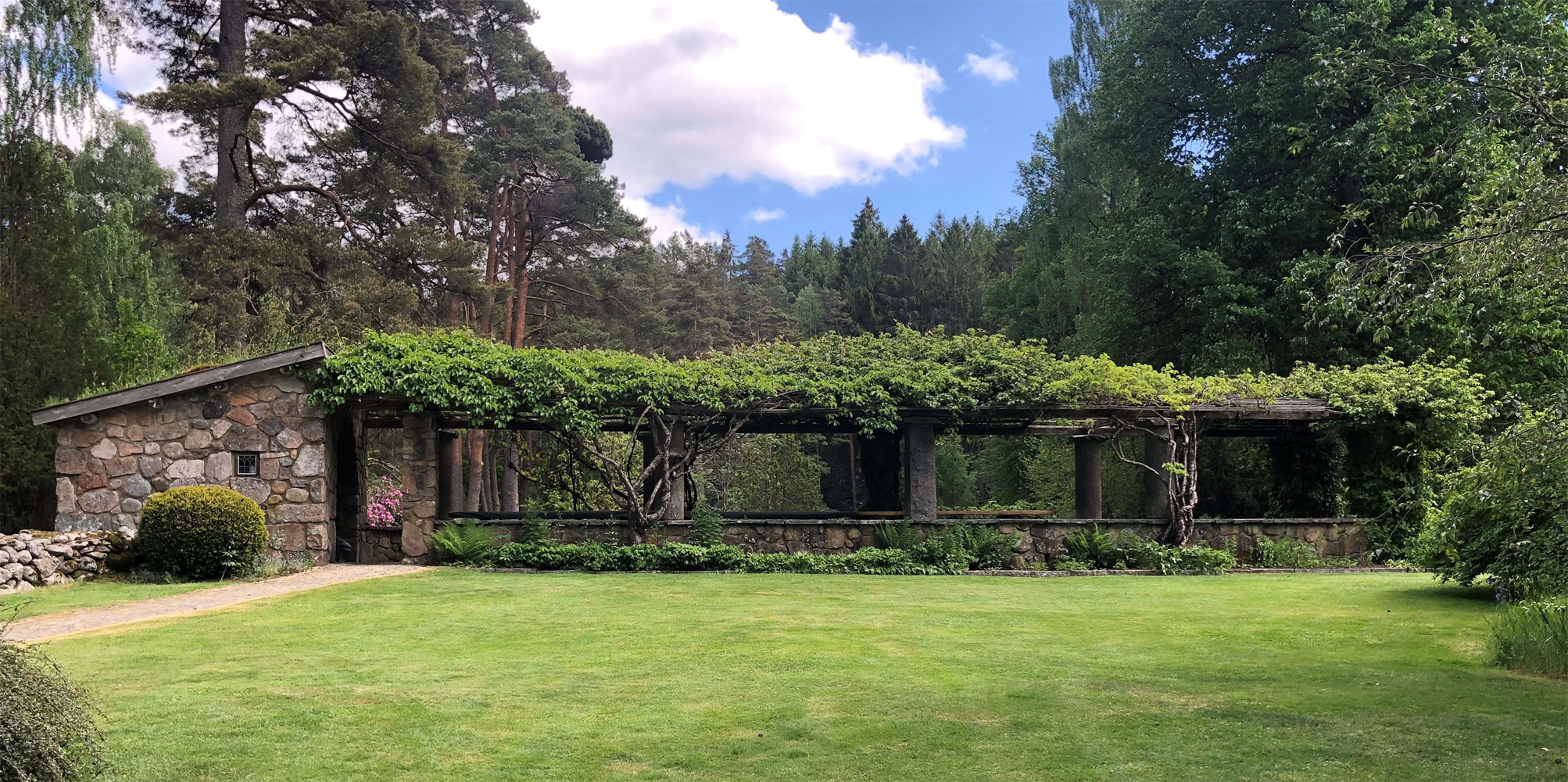
Pergolan